# Arikara jezik
Arikara jezik (arikaree, arikari, arikaris, ree, ris; ISO 639-3: ari), jezik Arikara Indijanaca koji se nekad govorio na rijeci Missouri u Sjevernoj Dakoti (oko 6 000), a u suvremenije doba svega 20 osoba (1997 D. Parks), od 94 etničkih (2000) na rezervatu Fort Berthold, Sjeverna Dakota.
Pripada skupini pawnee, porodici kadoanskih jezika.

## Vanjske poveznice
- Ethnologue (14th)
- Ethnologue (15th)